# هاري غرييسبيك
هاري غرييسبيك (بالألمانية: Harry Griesbeck)‏ هو لاعب كرة قدم ألماني في مركز الهجوم، ولد في 22 أغسطس 1946. لعب مع نادي بوخوم.

## وصلات خارجية
- هاري غرييسبيك على موقع بيانات كرة القدم. دي إي (الألمانية)
- هاري غرييسبيك على موقع عالم كرة القدم.نت (الإنجليزية)